# A lyga
A lyga je najpomembnejše klubsko nogometno tekmovanje v Litvi. Prvič je bilo odigrano v sezoni 1991. V ligi sodeluje 8 klubov. Prvo uvrščeno moštvo si poleg naslova državnega prvaka zagotovi tudi nastopanje v kvalifikacijah za Ligo prvakov, drugi in tretji, ter zmagovalec pokala pa imajo pravico do nastopanja v kvalifikacijah za Ligo Evropa. Zadnjeuvrščeni avtomatično izpade v nižji rang tekmovanja, nadomesti ga prvo uvrščeni drugoligaš, medtem ko se predzadnji bori za prvoligaški status v dodatnem dvoboju z drugo uvrščenim iz Pirma lyga. Aktualni prvak je Panevėžys.

## Sodelujoči klubi v sezoni 2022

### A lyga 2022
| #   | Ekipa             | Komentar |
| --- | ----------------- | -------- |
| 1.  | FK Žalgiris       |          |
| 2.  | FK Sūduva         |          |
| 3.  | FK Kauno Žalgiris |          |
| 4.  | FK Panevėžys      |          |
| 5.  | FC Hegelmann      |          |
| 6.  | FK Riteriai       |          |
| 7.  | FK Banga          |          |
| 8.  | FC Džiugas        |          |
| 9.  | FA Šiauliai       |          |
| 10. | FK Jonava         |          |

## Klubi 2019 sezona
Viri:
|      | #  | Ekipa          | Mesto | Sezona 2018 |
| ---- | -- | -------------- | ----- | ----------- |
|      | 1. | Sūduva         | 1.    | A lyga      |
|      | 2. | Žalgiris       | 2.    | A lyga      |
|      | 3. | Riteriai       | 3.    | A lyga      |
|      | 4. | Stumbras       | 4.    | A lyga      |
|      | 5. | Kauno Žalgiris | 5.    | A lyga      |
|      | 6. | Atlantas       | 6.    | A lyga      |
|      | 7. | Palanga        | 7.    | A lyga      |
| Rast | 8. | Panevėžys      | 1.    | Pirma lyga  |

     Liga prvakov 2019/20
     Evropska liga 2019/20

## Naslovi prvaka po sezonah

### 1922–1939
| - 1922 : LFLS Kaunas - 1923 : LFLS Kaunas - 1924 : Kovas Kaunas - 1925 : Kovas Kaunas - 1926 : Kovas Kaunas | - 1927 : LFLS Kaunas - 1928 : KSS Klaipėda - 1929 : KSS Klaipėda - 1930 : KSS Klaipėda - 1931 : KSS Klaipėda | - 1932 : LFLS Kaunas - 1933 : Kovas Kaunas - 1934 : MSK Kaunas - 1935 : Kovas Kaunas - 1936 : Kovas Kaunas | - 1937 : KSS Klaipėda - 1937–38 : KSS Klaipėda - 1938–39 : LGSF Kaunas |

### So 1990
| - 1990: Sirijus Klaipėda - 1991: FK Žalgiris Vilnius - 1991/92: FK Žalgiris Vilnius - 1992/93: Ekranas Panevėžys - 1993/94: ROMAR Mažeikiai - 1994/95: FK Inkaras Kaunas - 1995/96: FK Inkaras Kaunas - 1996/97: Kareda Šiauliai - 1997/98: Kareda Šiauliai - 1998/99: FK Žalgiris Vilnius - 1999: FK Žalgiris Kaunas - 2000: FBK Kaunas | - 2001: FBK Kaunas - 2002: FBK Kaunas - 2003: FBK Kaunas - 2004: FBK Kaunas - 2005: Ekranas Panevėžys - 2006: FBK Kaunas - 2007: FBK Kaunas - 2008: Ekranas Panevėžys - 2009: Ekranas Panevėžys - 2010: Ekranas Panevėžys - 2011: Ekranas Panevėžys - 2012: Ekranas Panevėžys | - 2013: VMFD Žalgiris - 2014: VMFD Žalgiris - 2015: FK Žalgiris - 2016: FK Žalgiris - 2017: FK Sūduva - 2018: FK Sūduva - 2019: FK Sūduva - 2020: FK Žalgiris (8x) - 2021: FK Žalgiris (9x) - 2022: FK Žalgiris (10x) - 2023: FK Panevėžys (1x) - 2024: FK Žalgiris (11x) |

## TV partnerji
- Delfi TV

## Povezave
- alyga.lt
- lietuvosfutbolas.lt (A lyga)
- RSSSF, 2022